# XnConvert
XnConvert — бесплатная кроссплатформенная утилита для 32-битных и 64-разрядных операционных систем Microsoft Windows, Mac OS X и Linux, которая предназначена для пакетной обработки графики и преобразования графических файлов из одного формата в другой.

## Описание
XnConvert предназначена для пакетной обработки графических изображений, включает в себя такие встроенные инструменты, как изменение размеров, конвертер, регулятор яркости/контрастности/цветности, водяные знаки, нанесение теней или текста и многое другое.
Утилита очень проста в использовании и способна работать в пакетном режиме, оснащена поддержкой самых популярных графических форматов (более 500), в числе которых JPG, PNG, TIFF, GIF и прочие.

## Возможности
- Вращение изображений.
- Добавление водяных знаков.
- Поддержка параметров командной строки.
- Фильтры, эффекты, спецэффекты.
- Многоязычный интерфейс (включая русский язык).
- Добавление текста.
- Корректировки яркости, теней и другое.
- Drag-and-drop.
- Ретуширование любительских снимков.
- Поддержка всех основных форматов.
- Сортировка выбранных файлов метаданным EXIF, по имени, размеру, дате изменения.
- Журнал для просмотра подробной информации обо всех последних операциях по обработке изображений.